# 울산암각화박물관
울산암각화박물관은 울산광역시 울주군 소재하는 암각화 전문박물관이다.

## 연혁
- 2001년 11월 반구대암각화 선사문화전시관 공모작 선정
- 2004년 10월 26일 건립부지 위치 변경 결정
- 2005년 6월 15일 도시계획 시설 결정
- 2006년 9월 5일 실시설계 용역
- 2006년 10월 31일 울산도시계획(문화시설)실시계획 고지
- 2007년 1월 25일 공사착공
- 2008년 2월 25일 공사 준공
- 2008년 5월 30일 암각화전시관 개관
- 2010년 2월 2일 재개관
- 2010년 4월 19일 박물관등록 제1종 전문박물관
- 2010년 5월 1일 울산암각화 박물관으로 명칭변경

## 관람 안내
- 관람시간: 09 : 00 ~ 18 : 00
- 관람요일: 화 ~ 일요일 (매주 월요일 정기휴관)
- 휴관일: 매주 월요일(월요일이 공휴일인 경우 다음날), 1월 1일
- 관람료: 무 료

## 박물관 소개와 현황
울산암각화박물관은 울산 반구대암각화(국보 제285호)와 천전리각석(국보 제147호)을 소개하고 국내 암각화연구의 중추적인 역할을 담당하기 위하여 2008년 5월 30일에 개관하였다.
박물관은 울산광역시 울주군 두동면 천전리 대곡천변 반구교 입구에 위치하고 있으며, 부지 8,960m2에 고래를 형상화한 목조건축물로 건물연면적 2,025m2의 중층구조로 이루어져 있다.
박물관 주요전시물은 반구대 암각화와 천전리 각석의 실물모형, 암각화 유적을 소개하는 입체적인 영상시설, 선사시대 사람들의 생활을 이해할 수 있는 각종 모형물과 사진, 어린이전시관, 가족체험시설 등이 전시되어 있다.
전시시설과는 별도로 기획전시와 문화강좌를 위해 마련된 세미나실, 회의실과 수장고 등을 갖추고 있으며, 다양한 교육문화 프로그램을 준비하고 있다.